# Fumihisa Yumoto

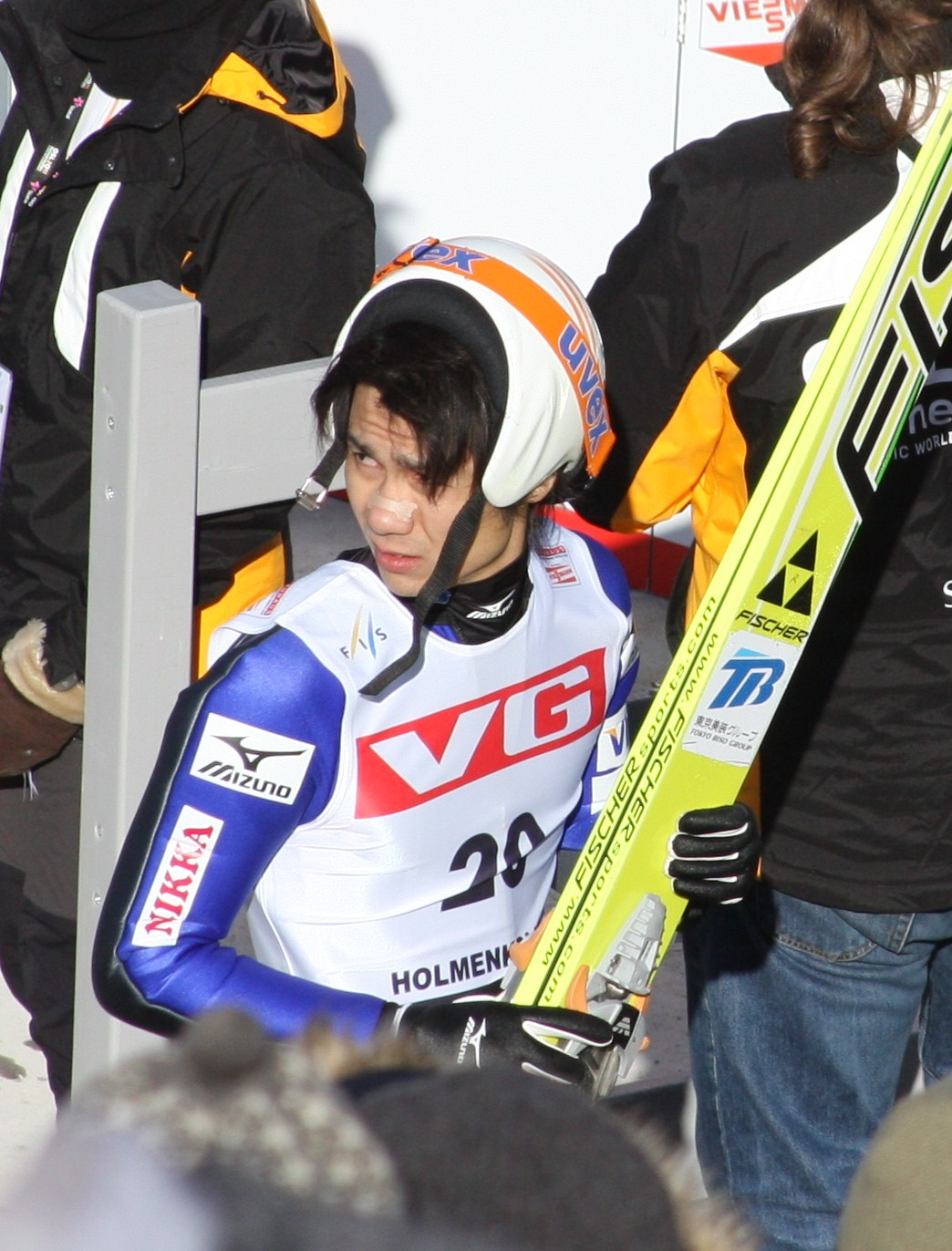
Fumihisa Yumoto i Holmenkollen 2010

Fumihisa Yumoto(japanska: 湯本 史寿), född 23 april 1984 i Kijimadaira i Nagano prefektur, är en japansk backhoppare. Han representerar Tōkyō Bisō Kōgyō.

## Karriär
Fumihisa Yumoto debuterade internationellt i koninentalcupen på hemmaplan i Zao 14 mars 2002. Yumotos första världscuptävling var i Sapporo 5 februari 2005. Han blev nummer 21 i sin första världscuptävling. Landsmannen Kazuyoshi Funaki vann tävlingen. Han var bland de tio bästa i en deltävling i världscupen i Kuusamo i Finland 29 november 2008. Han vann sin hittills enda seger i världscupen i Pragelato i Italien 14 december 2008. Han vann före Simon Ammann från Schweiz och Johan Remen Evensen från Norge. Yumoto har tävlat 6 säsonger i världscupen. Hittills är säsongen 2008/2009 hans bästa i världscupen. Han blev nummer 26 sammanlagt. Han blev nummer 23 sammanlagt i tysk-österrikiska backhopparveckan samma säsong.
Yumoto startade i Skid-VM 2009 i Liberec i Tjeckien. Han tävlade i normalbacken och blev nummer 39. Under Skid-VM 2011, i Oslo i Norge, blev Yumoto nummer 5 i lagtävlingen i normalbacken (Midtstubakken) tillsammans med Taku Takeuchi, Noriaki Kasai och Daiki Itō. I tävlingarna i stora backen (Holmenkollen) blev Yumoto nummer 27 i den individuella tävlingen. I lagtävlingen blev han nummer 6 med det japanska laget.